# Yusuf
Yusuf es un antropónimo masculino, equivalente al español José en árabe. 
Yusuf es el nombre de diversos califas, reyes, sultanes y emires, pudiendo referirse a:
- Califa almohades:
  - Abu Yaqub Yusuf, Yusuf I.
  - Abu Yaqub Yusuf al-Mansur, Yusuf II.

- Reyes nazaríes de Granada:
  - Yusuf I
  - Yusuf II
  - Yusuf III
  - Yusuf IV
  - Yusuf V

- También puede ser:
  - Muley Yusuf, sultán de Marruecos.
  - Yusuf ibn Tasufin, príncipe almorávide.
  - Yúsuf ibn Abi 'l-Saŷ, emir sayí.

- Datos: Q17497922
- Multimedia: Yusuf (given name) / Q17497922